# Macropis fulvipes
Macropis fulvipes ist eine Biene aus der Familie der Melittidae. 

## Merkmale
Die Bienen haben eine Körperlänge von 8 bis 9 Millimetern (Weibchen) bzw. 8 Millimeter (Männchen). Die Weibchen sind schwarz. Am Kopf, dem Thorax sind sie locker gelbbraun, auf dem Mesonotum schwärzlich behaart. Die Schienenbürste (Scopa) ist weiß. Die Fersenglieder (Metatarsen) der Hinterbeine sind innen und häufig auch außen rotbraun behaart. Solche Behaarung haben auch die Schienen (Tibien) und die Fersenglieder der mittleren Beine. Das erste und zweite Tergit ist fast unbehaart und glänzend. Das dritte und vierte Tergit hat am Ende weißliche Haarbinden, von denen die erste in der Mitte schmal unterbrochen ist. Die Männchen sind gelbgrau behaart. Ihr Gesicht hat eine gelbe Zeichnung. Auf dem dritten bis fünften Tergit befinden sich weißliche Haarbinden, von denen die erste in der Mitte unterbrochen ist. Die Schenkel (Femora) und Schienen der Hinterbeine sind verdickt, deshalb auch Schenkelbienen genannt, die Schienen sind beim äußeren Sporn zu einer Spitze verlängert.

## Vorkommen und Lebensweise
Die Art ist in Europa, nördlich bis in den Süden Finnlands verbreitet, sie fehlt jedoch in England. Sie besiedelt Waldgebiete, aber auch Gärten. Das besondere an dieser Art und auch der ganzen Gattung ist, dass diese Bienen fettes Öl aus Blüten des  Gilbweiderichs (Lysimachia) sammeln. Pollen wird auch ausschließlich von den ölproduzierenden Gilbweidericharten gesammelt, zur Eigenversorgung fliegen die Bienen Nektarpflanzen an. Das Öl wird benutzt um zum einen Brutzellen, die in der Erde angelegt werden, mit dem Öl auszukleiden und gegen Feuchtigkeit bzw. Austrocknung zu schützen, und zum anderen wird das Öl benutzt, um mit dem Pollen gemischt das Larvenbrot  herzustellen. Die Tiere fliegen von Mitte Juni bis Ende August. Kuckucksbiene der Art ist Epeoloides coecutiens.

## Belege
- Felix Amiet, M. Herrmann, A. Müller, R. Neumeyer: Fauna Helvetica 20: Apidae 5. Centre Suisse de Cartographie de la Faune, 2007, ISBN 978-2-88414-032-4.
- S. Vogel: Ölblumen und ölsammelnde Bienen, Zweite Folge: Lysimachia und Macropis, Akademie der Wissenschaft und der Literatur, Franz Steiner Verlag Wiesbaden GmbH, 1986.
- Charles Duncan Michener: The bees of the world. ISBN 0-8018-8573-6.
- I. Schäffler, S. Dötterl: A day in the life of an oil bee: phenology, nesting, and foraging behavior. Apidologie, 2011.